# Apple Books
Apple Books (anteriorment iBooks) és una aplicació d'Apple Inc. Va ser anunciada juntament amb l'iPad el 27 de gener de 2010 i és suportada per tots els dispositius que funcionen amb el sistema operatiu iOS i especialment pels iPad on l'aplicació és diferent. L'aplicació es pot descarregar des de l'App Store.
Principalment rep contingut de format ePub de l'iBookstore, però els usuaris també poden afegir els seus propis arxius d'ePub mitjançant sincronització amb iTunes. És també capaç d’incrustar vídeo.

## Història
Apple Books va ser anunciat al costat de l'iPad en una conferència de premsa el gener de 2010. Tanmateix, es va alliberar tres dies abans de l'iPad amb la introducció d'iTunes 9.1. Suposadament era per evitar massa tràfic als servidors d’Apple, com va passar amb versions anteriors de l'iPhone.
El 8 d'abril de 2010, Apple va anunciar que iBooks seria reformatat per treballar amb l'iPhone i l'Ipod touch quan surti l'iPhone OS 4.0. Com a resultat, iBooks serà suportat per l'iPhone 3G i 3 GS i les més noves unitats de l’iPod, excepte la primera generació de l'iPhone i l’iPod Touch.
Als inicis de 2012 iBooks funciona amb tots els dispositius compatibles amb la nova versió d'iOS

### iBooks 2
A finals de gener de 2012, Apple, en presentació davant la premsa a Nova York, informa del paquet d'aplicacions destinades a millorar el rendiment escolar, entre aquestes, la nova generació d'iBooks, l'anomenat iBooks 2 que incorpora els Apple Text Books. Llibres digitals fets amb iBooks Author, que permeten que l'usuari interaccioni amb el llibre desplegant imatges interactives o bé prenent apunts subratllant només el text desitjat, a més si es tenen coneixements de codi HTML5, els gàdgets es poden ampliar i customitzar, amb programació, això sí, segons la keynote d'Apple. (d'altra banda, també hi ha aplicacions que codifiquen el HTML5 automàticament)

### iBooks 3
A l'octubre de 2012 Apple anuncia una remodelació de l'aplicació, que inclou diferents millores com: l'actualització dels llibres mitjançant la creació de versions (això ajudarà als editors de llibres escolars (entre d'altres) a tenir el contingut d'aquests actualitzat amb la informació i continguts més recents), també anuncia que els llibres comprats i que no es troben al dispositiu sinó a l'iCloud, seran visibles al dispositiu, podent-los descarregar en qualsevol moment.

### iBooks 4
El 14 d'octubre del 2013 Apple llança a l'App Store l'actualització d’iBooks dissenyada per al sistema operatiu iOS 7. Després d'uns dos mesos del llançament de l'iOS 7 arriba finalment aquesta actualització. Canvia la seva icona i l'App en general, que en comptes de tenir un fons com de "fusta", té un aspecte més modern com el de l’iOS 7.

## Navegació
Els usuaris de l'aplicació poden canviar el tipus de lletra i la mida del text mostrada, així com ajustar la brillantor de la pantalla a l'aplicació. Els tipus de lletra disponibles són Baskerville, Cochin, Palatino, Times New Roman i Verdana. Les paraules poden ser seleccionades i buscades per tot el llibre. Les pàgines es passen a copet de tecla o arrossegant la pàgina.

## iBookstore
A iBooks s'hi accedeix per una prestatgeria a la pantalla, i tocant-la s'obre l'iBookstore. Des d'aquí els usuaris poden adquirir diversos llibres electrònics (ebooks) des d'Apple. iBooks pot sincronitzar-se entre aparells, i així hom podria començar a llegir un llibre en un aparell i continuar en un altre.
Abans de la presentació de l'iPad, els editors Penguin Books, HarperCollins, Simon & Schuster, Macmillan Publishers, i Hachette Book Group USA s'havien compromès a produir continguts per a l'iBookstore. Editors addicionals van ser convidats a participar el dia de l'anunci de producte: el 27 de gener del 2010.